# Сергей Булгаков
Сергей Николаевич Булгаков е изтъкнат руски-френски философ, богослов и икономист, един от представителите на руския философско-религиозен ренесанс от началото на XX век наред с Владимир Соловьов, Николай Бердяев, Павел Флоренски, Лев Карсавин, Семьон Франк и други.

## Биография
Роден е на 16 юни 1871 година (стар стил) в Ливни, Русия. Детството си прекарва из родните си места в Орловска област на Русия, където в Орел завършва духовна семинария. Магистърска степен получава в Юридическия факултет на Московския университет и през 1901 г. е избран за редовен професор в Киевския политехнически институт. През 1906 година се завръща в Москва като частен доцент в Московския университет. Избран е за депутат в Държавната дума, където обаче не играе съществена роля.
След Октомврийската революция през 1918 година приема свещенически сан. Гражданската война принуждава Булгаков да емигрира и след кратък престой в Истанбул и Прага, през 1925 година той се заселва трайно във Франция и през 1925 година вече е професор в Православния руски богословски институт в Париж, който се намира под юрисдикцията на Руската православна църква зад граница.
Умира на 13 юли 1944 година в Париж на 73-годишна възраст.

## Развитие на философските възгледи
Още като ученик в семинарията Булгаков преживява религиозна криза и започва да се увлича от марксизма и по специално в частта му, засягаща политическата икономия. В пространната си дисертация „Капитализмът и земеделието“, той защитава универсалността на марксическите стопански закони. Постепенно обаче започва да възприема това учение като несъстоятелно и под въздействието на религиозни мислители като Владимир Соловьов, Фьодор Достоевски и Лев Толстой, както и при анализа на гносеологията на Имануел Кант, се връща към религиозния светоглед. В произведението си „Християнският социализъм“ (1903) все още се опитва да съгласува двете идеологически концепции – религиозната и марксическата, но скоро изоставя този подход и окончателно се завръща към религиозното мислене. В „Двата града“ (1911) той вече открито се противопоставя на марксическия материализъм. Моралните и интелектуалните етапи, които е преминал по този път, описва в сборника „От марксизъм към идеализъм“ (1904).
Централно място в зрелите възгледи на Булгаков заема софиологията, която разработва в многообразните ѝ аспекти – от икономическите теории до мистическите и съзерцателни умозрения. Булгаков възприема София като „идеална основа на света“, „световна душа“, „нетварен вечен образ“. Онтологичното единство на света се съдържа в метафизически непрекъснатото му изпълване със София. Сам по себе си светът е вторичен и не е тъждествен с Бога, но при все това притежава собствена божественост, която е тварната София. Човек е също така осъществяване на София, както и всеки друг феномен – обществото, икономиката, историята. Софиологическите възгледи на Булгаков са вече окончателно оформени в „Светлина невечерна“ (1917), развиват се в по-късните му произведения „Ипостас и ипостасност“ (1925), „Неизгарящата къпина“ (1927), „Глави за троичността“ (1928). Окончателната им разработка е в трилогията, наричана още условно „София – Премъдрост Божия“, съдържаща произведенията „Агнец Божий“ (1933 г.), „Утешителят“ (1936) „Невестата на Агнеца“ (1945).
Софиологическото учение на Булгаков е осъдено през 1935 година от Московската патриаршия, но възникналият „спор за София“ и до днес не е намерил окончателно решение в богословските среди.